# Porroglossum
Porroglossum es un género que tiene asignada 41 especies de orquídeas, de la tribu Epidendreae perteneciente a la familia (Orchidaceae). 
El nombre del género se refiere a la ancha base de la columna.

## Hábitat
Se encuentran en Venezuela y Colombia y al sur de Bolivia y Perú.

## Descripción
Es un género de plantas epifitas y ocasionalmente terrestres que crecen en las selvas de montañas nubosas y que están estrechamente relacionadas con el género Masdevallia con el que tiene diferencias en el labelo sensitivo de distintas manchas que ayudan a la polinización atrapando insectos cuando se posas sobre el labelo. Este género tiene un corto ramicauls con una inflorescencia hirsuta, glabra o verrugosa que emerge desde el anillo y es mucho más larga que las hojas. Tiene dos polinias.

## Especies
El género contiene unas 43 especies.
| - Porroglossum actrix Luer & R.Escobar, Monogr. Syst. Bot. Missouri Bot. Gard. 39: 152 (1991) - Porroglossum agile Luer, Phytologia 46: 374 (1980) - Porroglossum amethystinum (Rchb.f.) Garay, Bot. Mus. Leafl. 21: 251 (1967) - Porroglossum andreettae Luer, Phytologia 46: 375 (1980) - Porroglossum aureum Luer, Phytologia 46: 376 (1980) - Porroglossum condylosepalum H.R.Sweet, Orquideologia 10: 212 (1975) - Porroglossum dactylum Luer, Monogr. Syst. Bot. Missouri Bot. Gard. 26: 108 (1988) - Porroglossum dalstroemii Luer, Monogr. Syst. Bot. Missouri Bot. Gard. 24: 44 (1987) - Porroglossum dreisei Luer & Andreetta, Monogr. Syst. Bot. Missouri Bot. Gard. 39: 154 (1991) - Porroglossum echidna (Rchb.f.) Garay, Svensk Bot. Tidskr. 47: 201 (1953) - Porroglossum eduardi (Rchb.f.) H.R.Sweet, Amer. Orchid Soc. Bull. 41: 519 (1972) - Porroglossum gerritsenianum Luer & R.Parsons, Monogr. Syst. Bot. Missouri Bot. Gard. 120: 147 (2010) - Porroglossum hirtzii Luer, Monogr. Syst. Bot. Missouri Bot. Gard. 24: 550 (1987) - Porroglossum hoeijeri Luer, Orchideer 6: 7 (1985) - Porroglossum hystrix Luer, Monogr. Syst. Bot. Missouri Bot. Gard. 26: 110 (1988) - Porroglossum jesupiae Luer, Monogr. Syst. Bot. Missouri Bot. Gard. 31: 124 (1989) - Porroglossum josei Luer, Monogr. Syst. Bot. Missouri Bot. Gard. 57: 114 (1995) - Porroglossum lorenae Luer, Monogr. Syst. Bot. Missouri Bot. Gard. 95: 239 (2004) - Porroglossum lycinum Luer, Phytologia 46: 377 (1980) - Porroglossum marniae Luer, Monogr. Syst. Bot. Missouri Bot. Gard. 105: 253 (2006) - Porroglossum meridionale P.Ortiz, Orquideologia 11: 224 (1976 publ. 1977) - Porroglossum merinoi Pupulin & A.Doucette, Lankesteriana 9: 462 (2010) - Porroglossum miguelangelii G.Merino, A.Doucette & Pupulin, Lankesteriana 9: 460 (2010) - Porroglossum mordax (Rchb.f.) H.R.Sweet, Orquideologia 5: 166 (1970) - Porroglossum muscosum (Rchb.f.) Schltr., Repert. Spec. Nov. Regni Veg. Beih. 7: 83 (1920) - Porroglossum nutibara Luer & R.Escobar, Monogr. Syst. Bot. Missouri Bot. Gard. 24: 66 (1987) - Porroglossum olivaceum H.R.Sweet, Orquideologia 5: 167 (1970) - Porroglossum oversteegenianum Luer & Sijm, Monogr. Syst. Bot. Missouri Bot. Gard. 120: 147 (2010) - Porroglossum parsonsii Luer, Monogr. Syst. Bot. Missouri Bot. Gard. 105: 253 (2006) - Porroglossum peruvianum H.R.Sweet, Amer. Orchid Soc. Bull. 42: 221 (1973) - Porroglossum porphyreum G.Merino, A.Doucette & Pupulin, Lankesteriana 9: 465 (2010) - Porroglossum portillae Luer & Andreetta, Phytologia 47: 81 (1980) - Porroglossum procul Luer & R.Vásquez, Phytologia 46: 378 (1980) - Porroglossum rodrigoi H.R.Sweet, Orquideologia 9: 129 (1974) - Porroglossum schramii Luer, Phytologia 46: 379 (1980) - Porroglossum sergii P.Ortiz, Orquideologia 10: 251 (1975) - Porroglossum sijmii Luer, Monogr. Syst. Bot. Missouri Bot. Gard. 105: 254 (2006) - Porroglossum taylorianum Luer, Phytologia 46: 380 (1980) - Porroglossum teaguei Luer, Phytologia 46: 381 (1980) - Porroglossum teretilabia Luer & Teague, Monogr. Syst. Bot. Missouri Bot. Gard. 39: 256 (1991) - Porroglossum tokachii Luer, Monogr. Syst. Bot. Missouri Bot. Gard. 52: 134 (1994) - Porroglossum tripollex Luer, Monogr. Syst. Bot. Missouri Bot. Gard. 72: 114 (1998) - Porroglossum uxorium Luer, Phytologia 46: 381 (1980) |